# Cabrils
Cabrils é um município da Espanha, na comarca do Maresme, província de Barcelona, comunidade autónoma da Catalunha. Tem 7,1 km² de área e em 2021 tinha 7 567 habitantes (densidade: 1 065,8 hab./km²).